# Adele (Sprache)
Adele (auch Gidire und Bidire) ist eine bedrohte westafrikanische Sprache und ist die Sprache der Adele-Volksgruppe. 
Im Jahr 2003 wurde die Zahl der Sprecher von Adele in Ghana mit 11.000 bis 12.000 angegeben. In Togo leben schätzungsweise 15.000 Sprecher. Diese Sprache wird an der Grenze zu Togo gesprochen. 
Nach Dialekten kann die Sprache in Ober-Adele und Unter-Adele unterteilt werden.